# Bangs
Bangs è un centro abitato degli Stati Uniti d'America, situato nella contea di Brown dello Stato del Texas.

## Geografia fisica
Bangs è situata a 31°42′59″N 99°07′51″W (31.716392, -99.130949). Secondo lo United States Census Bureau, ha un'area totale di 1,4 miglia quadrate (3,6 km²).

## Società

### Evoluzione demografica
Secondo il censimento del 2000, 1.620 persone, 633 nuclei familiari, e 419 famiglie risiedevano nella città. La densità di popolazione era di 1.171,9 persone per miglio quadrato (453,3/km²). C'erano 733 unità abitative a una densità media di 530,3 per miglio quadrato (205,1/km²). La composizione etnica della città era formata dall'86,91% di bianchi, il 4,75% di afroamericani, lo 0,37% di nativi americani, il 6,42% di altre razze, e l'1.54% di due o più etnie. Ispanici o latinos di qualunque razza erano il 12,72% della popolazione.
Dei 633 nuclei familiari, il 33,2% avevano figli di età inferiore ai 18 anni, il 51,5% erano coppie sposate conviventi, il 12,6% aveva un capofamiglia femmina senza marito, e il 33,8% non erano famiglie. Circa il 32,5% di tutti i nuclei familiari erano individuali e il 18,5% aveva componenti con un'età di 65 anni o più che vivevano da soli. Il numero di componenti medio di un nucleo familiare era di 2,44 e quello di una famiglia era di 3,10.
Vi erano il 26,9% di persone sotto i 18 anni, il 6,2% di persone dai 18 ai 24 anni, il 24,6% di persone dai 25 ai 44 anni, il 21,9% di persone dai 45 ai 64 anni, e il 20,4% di persone di 65 anni o più. L'età media era di 39 anni. Per ogni 100 femmine, c'erano 81,0 maschi. Per ogni 100 femmine dai 18 anni in giù, c'erano 73,5 maschi.
Il reddito medio di un nucleo familiare era di 23.690 dollari, e per una famiglia era di 30.208 dollari. I maschi avevano un reddito medio pro capite di 27.212 dollari contro i 19.141 dollari delle femmine. Il reddito medio pro capite era di 14.216 dollari. Circa il 17,4% delle famiglie e il 20,0% della popolazione erano sotto la soglia di povertà, incluso il 21,1% di persone sotto i 18 anni e il 27,8% di persone di 65 anni o più.